# Геологія Албанії
Геоло́гія Алба́нії

## Геологічна будова
Територія Албанії входить до складу молодої альпійської складчастої геосинклінальної області і є частиною Дінарид, що складають південну гілку Альпійського поясу Європи.
Основні геологічні структури мають переважно північно-західне простягання.
В північній частині країни, що належить до Дінарид, виділяються зони Дурмітору і Високого Карсту, або Північноалбанських Альп, які належать до зовнішньої міогеосинкліналі. У Дурміторській зоні виходять палеозойські породи, прорвані невеликими інтрузіями діоритів. У зоні Високого Карсту переважають карбонатні товщі мезозою, які лежать на теригенних відкладах верхнього палеозою.
На території Албанії виділяються також зони: Корабі, Мірдіта, Цукалі-Краста-Пінда і Адріатично-Іонічна, з яких перші дві належать до внутрішні евгеосинкліналі, четверта — до міогеосинкліналі, а третя займає проміжне положення.
Всі зони насунені одна на іншу в південно-західному напрямі, утворюють тектонічні покривала. У зоні Корабі нижня частина розрізу характеризується вулкано-осадовою серією, мармурами і філітовими сланцями силурійсько-девонської доби, невеликими виходами вулканогенно-осадових порід, евапоритами і теригенною серією пермо-тріасу. Вище залягають тріасові карбонатні товщі, вапняки верхньої крейди і сланці палеогену. З корисних копалин в цій зоні відомі родовища гіпсу, сірки, мармуру.
У зоні Мірдіта, що є основним рудним районом Албанії і що простягається в північно-західний-південно-східному напрямі через всю країну на 300 км при ширині близько 50 км, виділяються три структурних яруси.
Нижній ярус складений вулканогенно-осадовими товщами нижнього і середнього тріасу, серед яких виступають великі масиви магматичних порід ультралужного, лужного, середнього і кислого складів юрської доби. З ними пов'язані родовищ хромових і мідних руд, сірки, азбесту, магнезиту та інші.
Середній структурний ярус характеризується трансгресивними серіями верхньої юри-крейди, серед яких переважають карбонатні породи. До цього ярусу належить залізонікелева кора вивітрювання гіпербазитових масивів зони Мірдіта в ранній крейді до настання морської трансгресії.
Верхній структурний ярус зони Мірдіта представлений моласами, переважно неогеновими, які заповнюють тектонічні депресії. У породах верхнього ярусу відомі поклади нікелевих латеритів, бурого вугілля (Алярупі-Мокра, Дренова, Мбор'я), каоліну та інші. Далі на захід за зону Мірдіта простягається зона Цукалі-Краста-Пінда, яка в нижній частині розрізу складена карбонатними породами, що чергуються з кременистими утвореннями, туфітами і сланцями середнього тріасу. Вище залягають вапняки середньої і верхньої юри та кременисті породи, а далі вапняки верхньої крейди, перекриті, в свою чергу, молодим флішем. Родовища корисних копалин для цієї зони не характерні.
Південно-західна частина Албанії займає Адріатично-Іонічну зону, де виділяють дві підзони: прибережну Далматську, або Гавровську, та Іонічну. Найбільш древніми породами вважаються докарнійські гіпси гори Домдю-Дулер. Нижня частина розрізу Іонічної підзони представлена потужними карбонатними відкладеннями верхнього тріасу — середнього еоцену, вище за які залягає палеоген-нижньоміоценовий фліш, перекритий, в свою чергу, моласами. До останніх належать родовища нафти, газу, бурого вугілля, кам'яної солі, гіпсу та фосфатів.

## Сейсмічність
Територія Албанії входить в Середземноморський сейсмічний пояс. В ХХ столітті зареєстровано близько 10 великих землетрусів (1921, 1924—25, 1942, 1967 та інші). Виділяються сейсмічні зони долин річок Дрин, Вльора-Дібра.

## Гідрогеологія
Типово карстові області з підземними озерами і джерелами перемежаються із зонами артезіанських напірних вод. Відомі мінеральні джерела, на базі яких створені курорти: Пешкопія, Ліджі, Гліна, інші.